# Karel Anselm z Thurn-Taxisu
Karel Anselm princ z Thurnu a Taxisu (německy Karl Anselm Prinz von Thurn und Taxis; 18. června 1792 Praha – 25. srpna 1844 Teplice) byl česko-rakouský šlechtic, generálmajor württemberské královské armády a humanista.

## Život
Karel Anselm princ z Thurnu a Taxisu se narodil v roce 1792 v Praze jako druhý syn císařského komorníka a generálmajora prince Maxmiliána Josefa z Thurn-Taxisu (1769–1831) a jeho manželky princezny Eleonory, rozené princezny z Lobkowicz (1770–1834).
Patřil k mladší rodové linii knížecího rodu Thurn-Taxisů, kteří od 16. století dědičně drželi úřad generálního poštmistra v Římské říši a Nizozemí. Měl mladší bratry Karla Teodora (1797–1868), generála bavorského jezdectva, a Bedřicha Hanibala (1799–1857), který se stal důstojníkem stejné hodnosti v rakouské císařské armádě.
Karel Anselm vstoupil do královské württemberské gardy v roce 1808 v hodnosti kapitána. Postupně se stal královským Adjutantem a v tažení v roce 1814 bojoval již jako major a následně podplukovník u Brienne, Montereau, Sens a Paříže.
Po návratu z francouzského tažení byl v hodnosti generálmajora propuštěn z královských württemberských služeb a odstěhoval se do rodné Prahy, kde měli trvalé bydliště jeho rodiče.
V roce 1831 nechal kníže přestavět zámek v Dobrovici na druhý nejstarší a největší cukrovar v Čechách. Kvůli přestavbě byla zbořena zámecká kaple, celé severní a části západního a východního křídla a zrušena zámecká zahrada. Tento krok přinesl obživu stovkám lidí a umožnil další etapu rychlého rozvoje města.
Karel Anselm princ z Thurnu a Taxisu zemřel 25. srpna 1844 v Teplicích.

## Manželství a rodina
Karel Anselm se v roce 1815 se oženil s Marií Isabelou Žofií von Eltz (10. 2. 1795 Drážďany – 12. 3. 1859 Praha), dcerou diplomata hraběte Emmericha z Eltze. Manželé měli sedm dětí:
- 1. Marie Žofie (16. 7. 1816 Praha – 2. 4. 1897 Linec)[5][6][7]
⚭ 1842 Giovanni Battista von Monfort (20. 3. 1804 Neapol – 10. 11. 1878 Linec)[8][9][7]
- 2. Hugo Maxmilián (3. 7. 1817 Praha – 28. 11. 1889 Loučeň)[7], politik
⚭ 1845 hraběnka Almerie Belcredi (8. 10. 1819 Jimramov – 25. 9. 1914 Loučeň)[10][11][7]
- 3. Marie Eleonora (11. 6. 1818 Loučeň – 8. 7. 1898 Praha), svobodná a bezdětná[12][7]
- 4. Emerich (12. 4. 1820 Praha – 28. 7. 1900 Bad Gleichenberg), rakouský c.k. generál, nejvyšší štolba[13][7][14]
⚭ 1850 hraběnka Lucie Capello von Wickenburg (11. 10. 1832 Štýrský Hradec – 3. 4. 1851 Bad Gleichenberg)[7][15][16]
- 5. Marie Terezie (5. 2. 1824 Praha – 26. 11. 1889 Jimramov)[17][7][18]
⚭ 1866 hrabě Edmund Belcredi (22. 5. 1821 – 6. 7. 1896 Jimramov)[19]
- 6. Rudolf (25. 11. 1833 Praha – 4. 7. 1904 Velehrad), právník a filosof, svobodný pán z Troskova[20][7][21]
⚭ 1857 Jenny Ständler (9. 4. 1830 Praha – 28. 9. 1914 Štýrský Hradec)[22][23][7]
- 7. Vilém (2. 2. 1835 Praha – 11. 6. 1835 tamtéž)[24][25][7]